# Lacrosse
Lacrosse er et boldspil, hvor to hold forsøger at score mål mod hinanden. Hver spiller er udstyret med en stang med et net for enden, som bruges til at kaste og gribe en lille hård bold.

## Banen
Lacrosse spilles udendørs på en fodboldbane, hvor der er opsat et mål i hver ende af banen (180 cm i højde og bredde). 

## Spillere og udstyr
Der er 10 spillere på hvert hold inklusive målmand, og hver spiller er udstyret med en stav med et net i enden. Bolden, som er en slags hoppebold på størrelse med en baseball, bliver kastet fra spiller til spiller og det gælder så om at komme ned til modstanderens mål og score. Man må løbe så langt man vil med bolden, men skal huske på at forsvarsspillerne må tackle en angriber med deres stav, dvs. slå på en angrebsspillers stav eller arme for at få bolden fra ham. Lacrosse er en fysisk hård sport, men ikke en voldelig sport. Alle spillere har udstyr på, der svarer til det udstyr man ser på ishockeyspillere, dog uden skøjter.